# Pepino de Itália
Pepino de Itália (entre 773 e 775 - 8 de julho de 810), nascido Carlomano, foi rei da Itália, tendo estado sob a tutela de seu pai, Carlos Magno, desde 781.

## Biografia
Pepino foi o terceiro filho de Carlos Magno, com Hildegarda de Vinzgouw. Ao nascer, foi-lhe dado o nome de Carlomano, mas quando seu irmão Pepino, "o Corcunda" traiu seu pai, o nome de Pepino, foi-lhe tirado e dado ao 3.º filho. Recebeu o Reino Itálico após a vitória de seu pai sobre os lombardos em 781, tendo sido coroado pelo Papa Adriano I com a Coroa de Ferro.
Foi tido como um líder ativo na Itália, tendo trabalhado para expandir o império franco. Entre 788 e 789 conseguiu tomar o posse de forma estável dos territórios de Ístria e em 791 liderou o seu exército pelo vale do Drava e saqueou a Panônia, enquanto seu pai pela margem esquerda, seguia o curso do Danúbio, no território dos avaros. 
Carlos Magno foi forçado a deixar incompleta esta investida militar para lidar com uma insurreição na Saxónia em 792. Pepino junto com o duque Eric de Friuli, deu continuidade as incursões militares continuando a atacar as fortificações dos Ávaros, construídas em anel.
O denominado "Grande Anel dos avaros, a sua fortaleza principal foi invadida tendo o seu espólio sido enviado para a corte de Carlos Magno, em Aquisgrano sendo distribuído entre todos os seus seguidores e até mesmo entre os governantes estrangeiros, incluindo o rei Offa da Mércia.

## Relações familiares
Foi filho de Carlos Magno e da terceira esposa deste, Hildegarda de Suábia (757 ou 758 - 783 ou 784), casados em 771.
Foi ancestral da Dinastia Capetiana através de sua trineta Beatriz de Vermandois.
Pepino teve varias amantes, cujos nomes não são totalmente conhecidos, e cuja ascendência não é igualmente totalmente conhecida e devidamente fundamentada numa fonte confiável. Entre as suas relações é tido como tendo casado com Berta de Toulouse, filha de Guilherme I de Toulouse, conde de Toulouse e de uma das suas esposas, possivelmente de Guiburga de Hornbach, filha de Guerner de Hornbach, de quem teve:
1. Bernardo de Itália (Vermandois, Picardia 797 - Milão, 17 de abril de 818[3]) foi rei de Itália até 818;
2. Adelaide de Itália (c. 805 - ?), casada com Lamberto I de Nantes;
3. Atala de Itália;
4. Gundrada de Itália (c. 800 ou 810 - c. 810);
5. Berta de Itália;
6. Theodrada de Itália.